# Acolasis diffusa
Coenipeta diffusa là một loài bướm đêm trong họ Erebidae.